# Brădești (Harghita)
Brădești es una comuna ubicada en el distrito de Harghita, Rumania.

## Superficie
Cuenta con una superficie de 31,51 kilómetros cuadrados.

## Demografía
Hasta 2021 la población era de 2122 habitantes, con una densidad de población de 67,34 habitantes por kilómetro cuadrado.